# Llac Rweru
El llac Rweru és un llac proper al punt més al nord de Burundi a l'Àfrica central. El marge septentrional del llac forma part de la frontera entre Ruanda i Burundi. És famós com el punt de partida més llunyà del riu Nil. El riu Kagera, considerat per molts com el punt de partida del Nil, s'eleva al nord del llac, situat a Ruanda.

## Geografia
El llac té una superfície de 100 km2 (40 sq mi) entre dos estats, Burundi (80 km2 (30 sq mi)) i Ruanda (20 km2 (10 sq mi)). El llac té un marge d'aproximadament 76 km. El llac és molt poc profund en la majoria de les parts i té una profunditat mitjana de 2,1 m amb la seva profunditat màxima a 3 m situada a Burundi. El riu Kagera flueix del llac a Burundi i flueix cap a l'est al llarg de la frontera amb Ruanda fins que s'uneix al riu Ruvubu.

## Controvèrsia
L'agost de 2015 pescadors de Burundi que vivien al voltant del llac a la província de Muyinga van recuperar més de 40 cossos no identificats que suraven al llac. La major part dels cossos eren embolicats en plàstic surant cap a Burundi des de Ruanda al riu Kagera. Els cossos recuperats es van trobar en etapes avançades de descomposició, alarmant als habitants del poble per problemes de salut. Burundi afirma que tots els cossos recuperats eren de nacionalitat de Ruanda i no hi ha conclusions creïbles sobre com van morir els cossos. Els dos països neguen que els cossos siguin de ciutadans seus. El FBI estatunidenc va acceptar el cas després que tots dos països mostraren falta d'interès per examinar la qüestió.